# Boraras merah
Boraras merah är en fiskart som först beskrevs av Kottelat, 1991.  Boraras merah ingår i släktet Boraras och familjen karpfiskar. Inga underarter finns listade.